# Tempestade tropical Erick (2007)
A tempestade tropical Erick foi o oitavo ciclone tropical da temporada de furacões no Pacífico de 2007, e o quinto a atingir status de tempestade tropical. Erick se originou de uma onda tropical que deixou a costa da África, viajando para o oeste, cruzando todo o Oceano Atlântico e chegando ao Pacífico sem qualquer desenvolvimento. A onda gerou um pequeno sistema de baixa pressão em 28 de julho, que amadureceu em uma depressão tropical mais tarde naquele dia, apesar de fortes ventos de cisalhamento na região. A depressão intensificou-se para tempestade tropical e recebeu o nome de Erick enquanto continuava sua trajetória para o oeste. No entanto, o cisalhamento impediu que a tempestade se intensificasse ainda mais e sua estrutura foi sendo desfeita ao longo de poucos dias. O ciclone enfraqueceu para o nível de depressão tropical e se degenerou, resultando, pouco depois, em um área de baixa pressão remanescente. A tempestade ficou longe das áreas costeiras; portanto, nenhum dano associado a Erick, seja danos materiais ou fatalidades, foi relatado.

## História meteorológica
Em meados de julho de 2007, uma onda tropical surgiu a partir da costa da África e iniciou um percurso em sentido oeste através do Oceano Atlântico. Em 22 de julho, a onda passou pelas Pequenas Antilhas com alguma atividade forte, porém desorganizada. A onda cruzou a América Central três dias depois e entrou na porção oriental do Oceano Pacífico, onde mais tarde deu origem a uma pequena área de baixa pressão. Os ventos de cisalhamento impediram o desenvolvimento de ciclogênese tropical durante alguns dias, deixando a área de convecção atmosférica separada da baixa pressão. A convecção começou a se formar perto do centro da tempestade, e o sistema tornou-se suficientemente organizado para ser designado, em 31 de julho, de depressão tropical Oito-E pelo Centro Nacional de Furacões de Miami. Neste momento, a depressão estava localizada a 1 700 km a sudoeste do extremo sul do estado mexicano da Baja California.

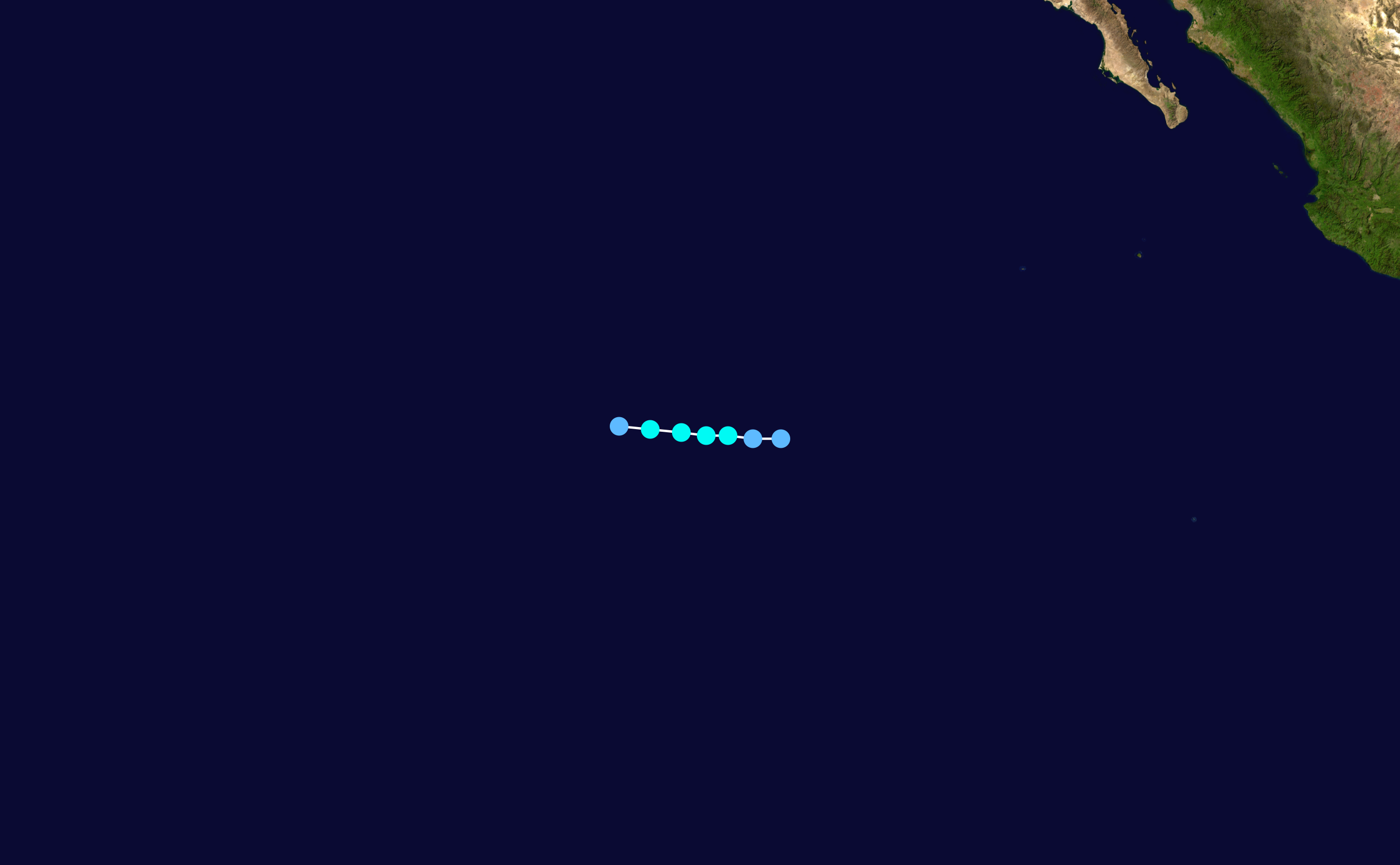
Trajetória da tempestade. Erick se moveu em sentido oeste, se afastando da costa mexicana.

A convecção permaneceu concentrada na parte ocidental da tempestade por causa do cisalhamento e da presença de ar seco. Estimativas feitas pela técnica Dvorak mostraram que os ventos da tempestade tinham aumentado de velocidade, por isso a depressão foi atualizada para uma tempestade tropical, e recebeu o nome Erick 12 horas mais tarde, às 00h00 UTC de 1º de agosto; ele se tornou assim a quinta tempestade nomeada da temporada de furacões do Pacífico de 2007. No momento da sua atualização a tempestade Erick atingiu o seu pico de ventos, com velocidades de 65 km/h e uma pressão central mínima de 1 004 mbar. O cisalhamento do vento não cedeu e o ciclone manteve uma estrutura desorganizada com a falta de recursos de bandas. Embora a posição exata do centro da circulação fosse difícil de se estabelecer, os meteorologistas estimaram que a tempestade estava seguindo para o oeste em torno de 17 km/h sob a direção de correntes de cume de nível médio situadas a norte do sistema. Mais tarde, em 1º de agosto, o cisalhamento forte separou-se do centro da área de declínio da atividade convectiva, o que indica que a tempestade estava se deteriorando. Enfraquecido, Erick voltou a ser designado como depressão tropical em 2 de agosto, apenas 24 horas depois de tornar-se uma tempestade tropical.

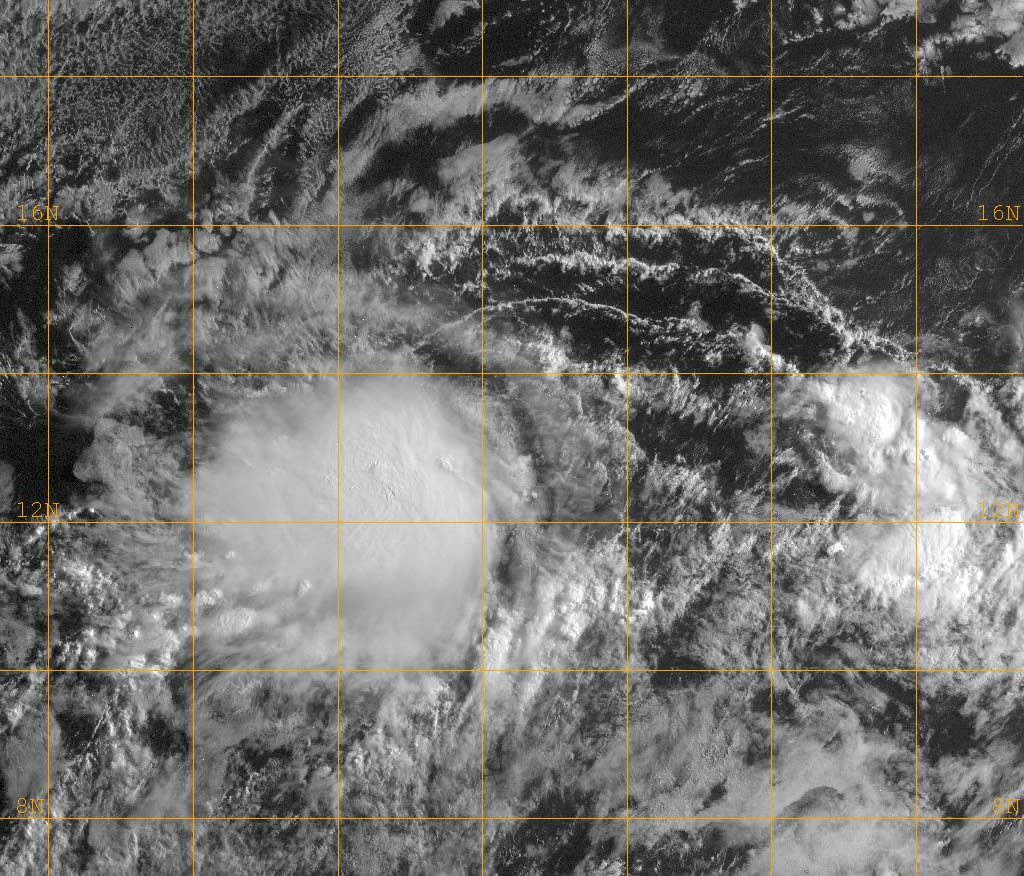
Tempestade tropical Erick em 1º de agosto.

O centro de baixo nível, em seguida, tornou-se alongado e mal definido; a depressão continuou a se enfraquecer rapidamente, e se degenerou de volta ao status de onda tropical em 2 de agosto, a milhares de quilômetros de uma região costeira. Um sistema de baixa pressão fraco formou-se ao longo da onda, mas não conseguiu se reorganizar num ciclone tropical, uma vez que entrou no norte do Pacífico Central. Em 5 de agosto, os restos de nível baixo da tempestade tropical Erick passaram ao sul do Havaí sem causar nenhum efeito sobre o arquipélago. O fenômeno se dissipou completamente em 8 de agosto. De acordo com o Tropical Cyclone Report, o Centro Nacional de Furacões considerou que tinha previsões vagas sobre a evolução de Erick. De fato, a tempestade se formou sem aviso significativo, e dissipou-se da mesma forma.

## Impacto
Em função do fato de Erick ter permanecido, de acordo com o meteorologista Richard Pasch, "muito longe de qualquer lugar", nenhum dano, prejuízo material ou fatalidade foram relatados. Além disso, nenhum navio relatou ventos com força de tempestade tropical associados ao fenômeno, e não houve emissão de alertas ou avisos de ciclones tropicais por parte de autoridades. Ao longo de seu curso, Erick representava uma ameaça apenas para rotas de navegação.